# Francesco Vanderjeugd
Francesco Vanderjeugd, né le 3 février 1988 à Roulers est un homme politique belge flamand, membre du OpenVLD.
Il est coiffeur.

## Fonctions politiques
- Bourgmestre de Staden (2013 - )
- Député au Parlement flamand :
  - depuis le 25 mai 2014